# 加熱輸送
加熱輸送，亦成為“保溫輸送”，是一種石油的管道運輸工藝，區別于等溫輸送，加熱輸送的過程中，管道需要進行加熱保溫，以防止所輸送的油品因溫度下降而發生運輸困難，一般運用於高凝點，高粘度的油品輸送作業中。